# Парквей (Міссурі)
Парквей (англ. Parkway) — селище (англ. village) в США, в окрузі Франклін штату Міссурі. Населення — 663 особи (2020).

## Географія
Парквей розташований за координатами 38°20′13″ пн. ш. 90°58′18″ зх. д. / 38.33694° пн. ш. 90.97167° зх. д. (38.336909, -90.971653).  За даними Бюро перепису населення США в 2010 році селище мало площу 0,71 км², уся площа — суходіл.

## Демографія
Згідно з переписом 2010 року, у селищі мешкало 439 осіб у 193 домогосподарствах у складі 110 родин. Густота населення становила 618 осіб/км².  Було 217 помешкань (306/км²).
Расовий склад населення:
| - 95,9 % — білих - 2,1 % — чорних або афроамериканців - 1,4 % — азіатів |

До двох чи більше рас належало 0,2 %. Частка іспаномовних становила 0,7 % від усіх жителів.
За віковим діапазоном населення розподілялося таким чином: 23,9 % — особи молодші 18 років, 56,1 % — особи у віці 18—64 років, 20,0 % — особи у віці 65 років та старші. Медіана віку мешканця становила 39,1 року. На 100 осіб жіночої статі у селищі припадало 82,9 чоловіків;  на 100 жінок у віці від 18 років та старших — 74,9 чоловіків також старших 18 років.
Середній дохід на одне домашнє господарство  становив 45 972 долари США (медіана — 39 375), а середній дохід на одну сім'ю — 52 116 доларів (медіана — 46 250). За межею бідності перебувало 12,4 % осіб, у тому числі 7,8 % дітей у віці до 18 років та 7,2 % осіб у віці 65 років та старших.
Цивільне працевлаштоване населення становило 150 осіб. Основні галузі зайнятості: освіта, охорона здоров'я та соціальна допомога — 22,7 %, виробництво — 19,3 %, будівництво — 14,7 %.